# Francesco Rossi (calciatore 1974)
Francesco Rossi (Milano, 17 novembre 1974) è un ex calciatore italiano, di ruolo difensore.

## Carriera
Il difensore milanese iniziò la sua carriera professionistica nel Monza (1992-1993), esordendo a 18 anni in Serie B. Nella città brianzola rimase per altre quattro stagioni, per poi approdare (1996-1997) in riva al Lario, con il Como, dove disputò tre campionati di Serie C1. La carriera proseguì nella Spal per due stagioni, in Serie C1, prima di scendere al Sud per giocare nel Crotone.
È stato, a partire dalla stagione 2002-2003, un titolare del pacchetto arretrato della squadra calabrese, di cui è stato anche capitano. Con la società ionica ha disputato tre campionati in Serie B (per un totale di 107 presenze) ed altre due stagioni e mezza in Serie C1 (65 presenze, comprese le 4 gare dei play-off per l'accesso alla Serie B).
Dopo due stagioni con il Pergocrema, approdò in Eccellenza con il Naviglio Trezzano, dove chiuse la carriera da calciatore.
In totale ha staccato 110 presenze in Serie B.